# Friedrich Adolf Krummacher
Friedrich Adolf Krummacher, né le 13 juillet 1767 à Tecklembourg (royaume de Prusse) et mort le 4 avril 1845 à Brême, est un écrivain prussien.
Krummacher étudia la théologie à Duisbourg et la professa dans cette même ville, puis fut prédicateur dans divers pays et, en dernier lieu, à Brême.
Krummacher s’est fait une place à part dans les lettres allemandes par ses Parebeln (Paraboles ; Duisbourg, 1805), qui ont été traduites dans les diverses langues européennes, notamment en français par Teillac (Paris, 1838, in-8°) ; on y sent plus l’influence de la Bible que celle de Herder, que l’auteur s’était proposé pour modèle. Il leur a donné pour pendant Apologen und Paramuthien (Apologues et paramythes ; Ibid., 1810). On cite en outre de lui des livres édifiants et instructifs pour l’enfance, qui connurent un grand succès en leur temps.

## Œuvres
- Hymnus an die Liebe, 1801
- Parabeln, 3 Bde., 1805-1817
- Über den Geist und die Form der evangelischen Geschichte in historischer und ästhetischer Hinsicht, 1805
- Die Kinderwelt. Gedicht in vier Gesängen, 1809
- Festbüchlein, Tl. 1-3, 1808-1819
- Apologen und Paramythien, 1809
- Das Wörtlein: Und, eine Geburtstagsfeier, 1811
- Der Eroberer, eine Verwandlung, 1814
- Johannes, 1815
- Apostolisches Sendschreiben an die Christengemeinden von dem was noth thut zur Kirchenverbesserung, 1815 (anonyme)
- Leiden, Sterben und Auferstehung unseres Herrn Jesu Christi, 1818
- Fürst Wolfgang zu Anhalt, eine Reformationspredigt, 1820
- Briefwechsel zwischen Asmus und seinem Vetter, 1820
- Die freie evangelische Kirche, ein Friedensgruß, 1821
- Bilder und Bildchen, 1823
- Katechismus der christlichen Lehre, 1823
- Die christliche Volksschule im Bunde mit der Kirche, 1823
- St. Ansgar, 1826
- Das Täubchen, 1828
- Der Hauptmann Cornelius, 1829
- Die Geschichte des Reiches Gottes nach der heiligen Schrift, andeutender Text zu von Kügelgens Bildern, 4 Hefte, 1831-45
- Leben des heiligen Johannes, 1833
- Briefe. Nachlese (posthume), 1911